# Felsővárad
Felsővárad, (szlovákul Horný Hrádok)  Barsvárad településrésze, korábban önálló falu Szlovákiában, a Nyitrai kerület Lévai járásában.

## Fekvése
Lévától 14 km-re délnyugatra a Garam jobb partján fekszik.

## Története
A falu 1232-ben "Warad" alakban tűnik fel először. 1288-ban "Warud" néven szerepel. 1306-ban malmot említenek a településen. A 16. században helyi nemesek birtoka, később a Kazy, Majthényi és Litassy családoké. 1536-ban 2 portával adózott. 1601-ben plébánia, iskola és 20 ház állt a faluban. 1715-ben malom és 38 adózó háztartás volt itt. 1828-ban 28 házában 182 lakos élt, akik főként mezőgazdaságból éltek.
Vályi András szerint "Alsó, és Felső Várad. Két falu Bars Várm. földes Uraik Hg. Eszterházy, és több Uraságok, lakosaik katolikusok, és másfélék, fekszenek Garam vize mellett, Barshoz 1 1/4 mértföldnyire; legelőjök elég van, földgyeik, és réttyeik jók, piatzok Báton, és Sz. Benedeken."
Fényes Elek szerint "Felső-Várad (Felső), Bars m. magyar falu, 25 kath., 163 ref. lak. és egy híddal a Garan vizén. Mind a két helység határa sik, s jó gabonát termő; rétjei kővérek. F. u. h. Eszterházy. Ut. p. Léva."
A trianoni békeszerződésig Bars vármegye Lévai járásához tartozott. 1938 és 1945 között Magyarországhoz tartozott.

## Népessége
1910-ben 219, túlnyomórészt magyar lakosa volt.
2001-ben Barsvárad 326 lakosából 184 magyar és 139 szlovák volt.

## Külső hivatkozások
- Községinfó, Barsvárad
- Barsvárad Szlovákia térképén